# Панушант Кулентіран
Панушантх Кулентхіран (нар. 26 липня 1990, Джафна, Шрі-Ланка) — ланкіський футболіст, нападник клубу нижчолігового італійського клубу «Сенна Глорія» та збірної Таміл Еламу.

## Життєпис
Футбольну кар'єру розпочав у молодіжній академії італійського «Палермо». У сезоні 2008/09 років виступав в оренді у «Вібонезе», у футболці якого зіграв 22 матчі. Після двох років, проведених у «Палермо», влітку 2009 року підписав контракт з «Беллінцоною». 1 лютого 2010 року «Рома» орендувала тамільського форварда в швейцарців. У сезоні 2011/12 років знову перебував у Швейцарії, а влітку 2012 року був орендований італійським клубом «Монреале Кальчо» з міста Монреале. На даний час виступає в нижчоліговому «Сенна Глорія».